# Oostenburgermiddenstraat

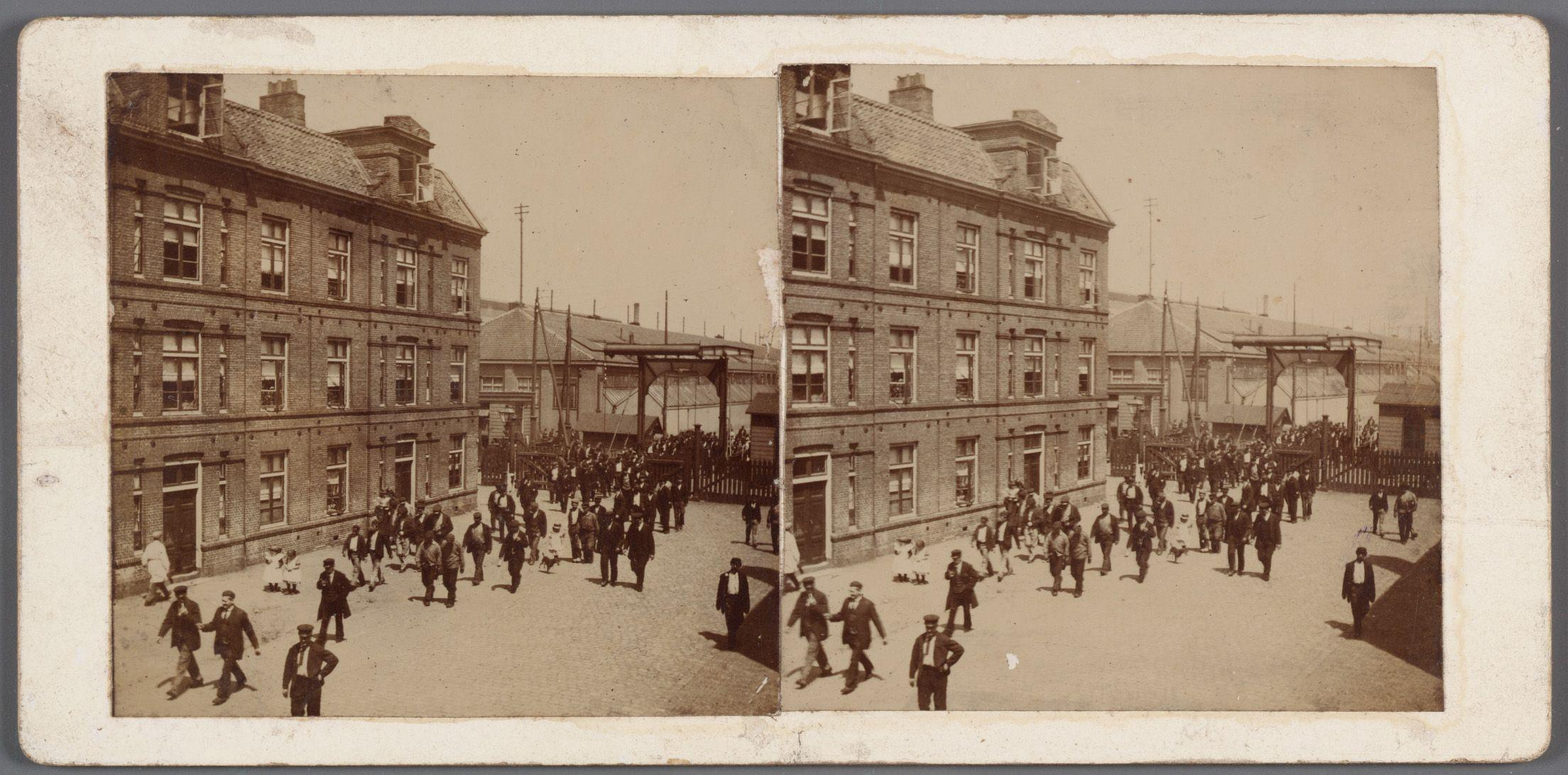
Oostenburger Middenstraat met Werkspoorbrug naar het Werkspoorterrein

De Oostenburgermiddenstraat is een straat op de Oostelijke Eilanden in Amsterdam-Centrum.
De geschiedenis van de straat valt in drie perioden uiteen. De oorspronkelijke straat droeg als naam Oostenburger Middenstraat. Ze lag tussen de Oostenburger Voorstraat (nu Oostenburgervoorstraat) en de Oostenburger Achterstraat. Tot rond 1850 stond hier een groot magazijn van de Oostindische Compagnie. De Vereeniging ten behoeve der Arbeidersklasse te Amsterdam kocht dat gebouw op en liet het slopen. Vervolgens liet het een aantal woonblokken neerzetten in wat toen bekend stond als wijk T. Op een stadskaart van 1853 van de voorloper van de Dienst der Publieke Werken was alles al ingetekend inclusief het Liernurstelsel. Die kaart gaf aan dat het aantal woningen het aantal bedrijfsruimten ruimschoots overschreed (195 tegenover 13). Het waren voor die tijd moderne woningen met toilet, gootsteen en ledikant vergelijkbaar met een tweekamerwoning in de moderne tijd. Het waren kinderrijke gezinnen, in de buurt kwamen openbare scholen, al dan niet voor de arme kinderen. In 1898 werd aan de straat een school neergezet (nr. 38 van de stad). De woningen en andere gebouwen hadden wel een nadeel. Door het snelle bouwen, revolutiebouw en het intensieve gebruik (Amsterdam was overbevolkt) sleten de huizen behoorlijk snel. Het eerste huizenblok van de Vereeniging sneuvelde al in 1917. Bovendien kwam hier in de buurt Werkspoor dat snel bedrijfsterreinen nodig had. De Oostenburger Achterstraat verdween en in de rest van de wijk trad verkrotting op. De woninkjes voldeden niet meer aan de eisen die bewoners in het laatste deel van de 20e eeuw stelden. Alle huizen verdwenen van zowel de midden- als achterstraat en het terrein werd ook na het vertrek van Werkspoor opnieuw ingericht. De nieuwbouw die toen uit de grond gestampt werd (ook een soort revolutiebouw) kreeg ook nieuwe straatnamen. Op de plaats van de Oostenburger Middenstraat ligt sinds 1984 de Compagniestraat. Een heel klein stukje Oostenburger Middenstraat is bewaard gebleven, delen van de halsgevel van huisnummer 31 werd hergebruikt bij het gebouw Binnenkant 32, een rijksmonument.
Doordat Werkspoor, toen al opgegaan in Stork, vertrok kwam op het noorden van het eiland Oostenburg een terrein vrij, dat ook opnieuw ingericht werd. De naam Oostenburger Middengracht, die in de jaren tachtig verdwenen was kwam in 2005 terug als Oostenburgermiddenstraat. In plaats van parallel te lopen aan de dan Oostenbrugervoorstraat, loopt ze dan in het verlengde daarvan. De verbinding tussen beide straten wordt verzorgd door de Werkspoorbrug (brug 2103). Aan de moderne Oostenburgermiddenstraat ligt een aantal opmerkelijke bouwwerken:
- de Werkspoorbrug, vanaf 2005 een gemeentelijk monument
- de zeemagazijnen (rijksmonument 518492, bekend als de Van Gendthallen)
- vier gebouwen aan de Jacob Bontiusplaats (gemeentelijke monumenten)
- vanaf "huisnummer 220" de achterkant van het INIT-gebouw
- "huisnummer" Czaar Peterstraat 213, die straatnaam refereert nog aan het adres van Stork.

In december 2017 werd op een van de fabriekshallen de Muurschildering Oostenburg aangebracht.